# Sous-région de Seinäjoki
La sous-région de Seinäjoki (finnois : Seinäjoen seutukunta) est une sous-région de l'Ostrobotnie du Sud en Finlande. 
Au niveau 1 (LAU 1 ) des unités administratives locales définies par l'union européenne elle porte le numéro 142.

## Municipalités
La sous-région de Seinäjoki est composée des municipalités suivantes :
| Blason            | Municipalité            |
| ----------------- | ----------------------- |
| Ilmajoen vaakuna  | Ilmajoki (municipalité) |
| Isokyrön vaakuna  | Isokyrö (municipalité)  |
| Kauhavan vaakuna  | Kauhava (ville)         |
| Kurikan vaakuna   | Kurikka (ville)         |
| Lapuan vaakuna    | Lapua (ville)           |
| Seinäjoen vaakuna | Seinäjoki (ville)       |

## Population
Depuis 1980, l'évolution démographique de la sous-région de Seinäjoki, au périmètre du 1er janvier 2017, est la suivante:
| Année      | 1980    | 1985    | 1990    | 1995    | 2000    | 2005    | 2010    |
| ---------- | ------- | ------- | ------- | ------- | ------- | ------- | ------- |
| population | 116 124 | 119 396 | 120 655 | 121 450 | 119 930 | 121 440 | 124 199 |

## Politique
Les résultats de l'élection présidentielle finlandaise de 2018:
- Sauli Niinistö   63.2%
- Laura Huhtasaari   9.7%
- Paavo Väyrynen   9.1%
- Matti Vanhanen   8.9%
- Pekka Haavisto   5.1%
- Tuula Haatainen   2.4%
- Merja Kyllönen   1.4%
- Nils Torvalds   0.3%